# Sweet Nothing in My Ear
Sweet Nothing in My Ear är en dramafilm från 2008 som regisserades av Joseph Sargent. I filmen medverkar bl.a. Jeff Daniels, Marlee Matlin, Ed Waterstreet, Noah Valencia och Phyllis Frelich. Filmen tar upp ämnen som dövkultur och det orättvisor som döva personer genomgår i samhället. 

## Handling
Dan är en hörande man som är gift med sin fru Laura, som är döv. Deras son Adam var hörande i födseln, men förlorade sin hörsel i 4 årsålder, och har lärt sig teckenspråk och att acceptera sin dövhet. Även om Adam har ett bra liv med att umgås med andra döva barn och vuxna, börjar Dan få tankar om att han vill att Adam ska skaffa sig en cochlearimplantat. Laura tycker att det inte är en bra idé, och konflikter mellan föräldrarna blir större när det bråkar om vad som anses vara bäst för Adam. 

## Produktion
Filmen är baserad på en pjäs från 1999 med samma namn av Stephen Sachs. Jeff Daniels lärde sig teckenspråk innan han påbörjade med filmen, för att hans skådespel och hur han kommunicera med det döva skådespelarna ska vara korrekt. Detta var den sista filmen Joseph Sargent regisserade innan han gick bort 2014. 